# الفضل بن مروان
أبو العباس الفضل بن مروان بن ماسرخس  (170 - 250 ه‍ / 786 - 864 م) وزير الخليفة العباسي المعتصم بالله. عمل الفضل في خدمة الخليفة المأمون فلما مات المأمون سنة 218هـ في بلاد الروم أخذ الفضل البيعة للمعتصم في بغداد فلما قدم إليها المعتصم جعله وزيرا إلا أنه استبد بالأمور فنكبه المعتصم وحبسه في رجب سنة 221هـ لمدة 5 أشهر وصادر أمواله نحو 40 مليون درهم ثم أطلق سراحه وألزمه بيته. توفي في شهر ربيع الآخر سنة 250 للهجرة.
قيل حين وفاته:

## مصدر
- الحكواتي
- الفَضْل بن مَرْوان - الأعلام، خير الدين الزركلي، 1980